# Stanisław Tworzydło

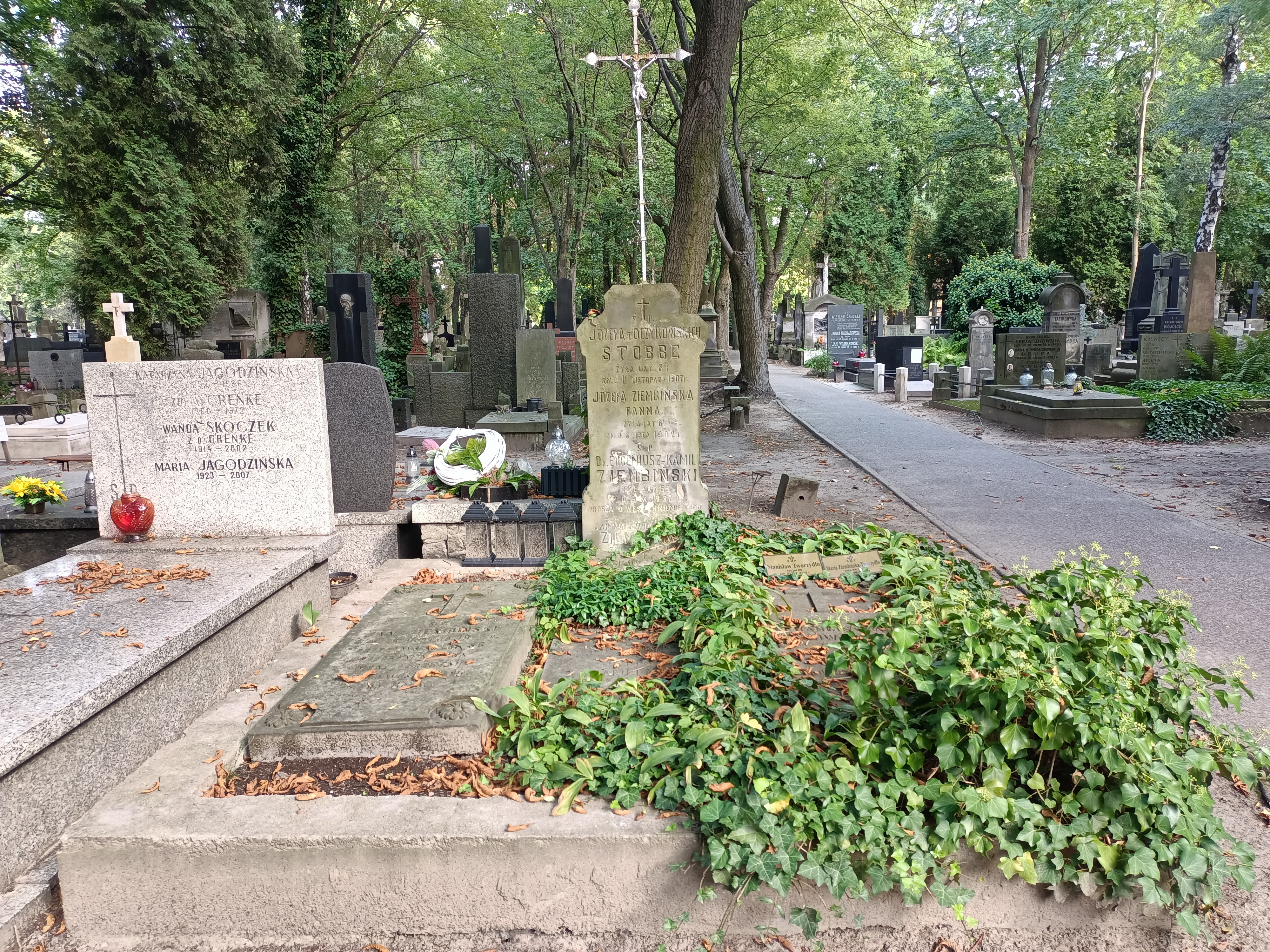
Grób Stanisława Tworzydło i Marii Ziembińskiej-Tworzydło na Cmentarzu Powązkowskim

Stanisław Tworzydło (ur. 30 kwietnia 1933 w Połomiu Dużym, zm. 1 października 2022 w Warszawie) – polski ceramik i malarz.

## Życiorys
Urodził się w 30 kwietnia 1933 w Połomiu Dużym w pobliżu Bochni. Był synem Ludwika i Marii. W latach 1953–1955 studiował na PWSSP we Wrocławiu, a w latach 1955–1960 na Centralnej Akademii Sztuki Użytkowej w Pekinie. W latach 1952–1953 jako nauczyciel ceramiki i liternictwa w PLTP w Nowym Wiśniczu. W okresie 1955-60 odbywał praktyki zawodowe w ośrodkach ceramicznych w ChRL. W roku 1960 został kierownikiem artystycznym Spółdzielni Przemysłu Ludowego i Artystycznego w Pułtusku, a w 1963 kierownikiem Spółdzielni Kwiatogal w Warszawie.
Jest autorem wielu prac ceramicznych i mozaik. Zaprojektował m.in. krzyż dla Sekcji Rodzin Klubu Inteligencji Katolickiej, stosowany także przez członków społeczności Przymierza Rodzin. Brał udział w licznych wystawach indywidualnych i zbiorowych. Za całokształt twórczości został odznaczony Złotym Krzyżem Zasługi. Swoje doświadczenia przekazywał kolejnym pokoleniom artystów prowadząc m.in. plenery ceramiczne w Ponurzycy oraz prowadząc zajęcia w swojej warszawskiej pracowni.
Był jednym z darczyńców Muzeum im. Stanisława Fischera w Bochni, którego zbiory wzbogacił o ponad tysiąc jednostek. W 2004 bocheńskie muzeum wyróżniło go tytułem Benefactor Musei. Zmarł 1 października 2022 w Warszawie. Został pochowany na Cmentarzu Powązkowskim.
Jego żoną była Maria Ziembińska-Tworzydło.

## Udział w wybranych wystawach

### Indywidualne
- 1958 – Galeria Chińskiego Związku Artystów Plastyków, Pekin
- 1960 – Bochnia
- 1961 – KIK, Warszawa

### Zbiorowe
- 1960 – Wystawa Sztuki Użytkowej, Muzeum Narodowe w Pekinie
- 1960 – Wystawa Ceramiki Artystycznej, Galeria Chińskiego Związku Artystów Plastyków, Pekin
- 1960 – Wystawa Ceramicznego Malarstwa Naszkliwnego i Podszkliwnego, Akademia Ceramiki, Jingdezhen
- 1969 – XXV-lecie PRL – Ceramika i Szkło, Muzeum Śląskie, Wrocław
- 1970 – Bien. Int. de Céramique d’Art, Vallauris